# Црквари
Црквари су насељено мјесто у Славонији. Припадају граду Ораховици, у Вировитичко-подравској жупанији, Република Хрватска.

## Географија
Црквари се налазе око 4,5 км источно од Ораховице.

## Становништво
Према попису становништва из 2011. године, Црквари су имали 128 становника.
| Демографија | Демографија | Демографија |
| Година      | Становника  | Становника  |
| ----------- | ----------- | ----------- |
| 1961.       | 211         |             |
| 1971.       | 196         |             |
| 1981.       | 165         |             |
| 1991.       | 146         |             |
| 2001.       | 140         |             |
| 2011.       |             | 128         |